# 寺本健一
寺本 健一（てらもと けんいち、1974年 - ）は、日本の 建築家。Office of Teramoto主宰。

## 略歴
- 1974年　埼玉県生まれ
- 1998年　東京理科大学大学理工学部建築学科卒業
- 2000年　東京理科大学大学院修士課程修了
- 2000 - 2002年　 Neutelings Riedijk Architects　(ロッテルダム)　在籍
- 2002 - 2012年　CAt (シーラカンスアンドアソシエイツ東京)　在籍
- 2012 - 2018年　ibda design （ドバイ） パートナー
- 2018 - 2020年　waiwai （ドバイ・東京) ファンディングパートナー
- 2021年 - 　Office of Teramoto 設立